# Cooperativa Agrícola de Solivella
L'antiga Cooperativa Agrícola de Solivella és un celler cooperatiu construït el 1932 i protegit com a bé cultural d'interès local del municipi de Solivella (Conca de Barberà).

## Descripció
Es tracta d'un edifici cantoner de grans dimensions, consta de planta baixa i dos pisos. Hi ha dues portes d'accés. A la planta baixa hi ha finestres rectangulars amb una decoració ceràmica a la part baixa en forma triangular. Al primer pis hi ha un balcó corregut amb quatre balconeres i al darrer pis hi ha finestres.

## Història
Transcorreguts vuit anys des de l'aparició de la fil·loxera i enmig d'una crisi agrària, els solivellencs constituïen La Societat, primera associació de pagesos, que inicià la seva activitat l'any 1901 en una casa del carrer de l'Hospital, seu social i recreativa dels socis. L'any següent fou comprat un local i terrenys adjacents on s'instal·là el celler per a la transformació de la verema. Aquesta agrupació, emparant-se en la Llei de Sindicats Agrícoles de 1906, es constituí amb el nom de "Societat de Treballadors Agrícoles" per tal d'obtenir avantatges econòmics, incrementat el seu patrimoni en l'adquisició de finques els anys 1917, 1929 i 1930 per ampliació del celler i magatzems. El 1935 esdevindrà Societat Agrícola (Sindicat), sota la presidència de Joan Garcia Tous.
La segona associació professional, el Sindicat Agrícola i Caixa Rural es constituí el 13 de febrer de 1916, en el magatzem de Magí Iglesias, essent president Tomàs Tarragó, el qual demana l'ingrés a la Federació Agrícola de la Conca. Un dels impulsors fou el rector del poble, Mn. Ramon Carreras. Tres anys després, el dia 1 de març de 1919, sota la presidència de Joan Iglesias Cartañà canvià el nom pel de Sindicat de Vinyaters. L'any següent, el 13 de febrer, davant el notari de Sarral es comprà a Gregori Travé Iglesias per 14.750 pessetes un local i terrenys a la partida "Hort del Portal", al costat de la carretera de Tremp i carrer de la Creu; construint-se l'any 1932 l'edifici social i celler sota la direcció de l'arquitecte de Valls, Josep M. Vives.
El Decret de la Generalitat de Catalunya de 27 d'agost de 1936 sobre Sindicació forçosa dels pagesos, va provocar la fusió de les dues entitats existents: la "Societat Agrícola (Sindicat)" i el "Sindicat dels Vinyaters", acord que adoptaren les respectives juntes directives el 12 de setembre del mateix any. Feta la fusió per ambdues juntes, el dia 1 de juny de 1937 s'aprovaren els nous estatuts, prenent el nom de Sindicat Agrícola de Solivella